# Palácio da Bolsa

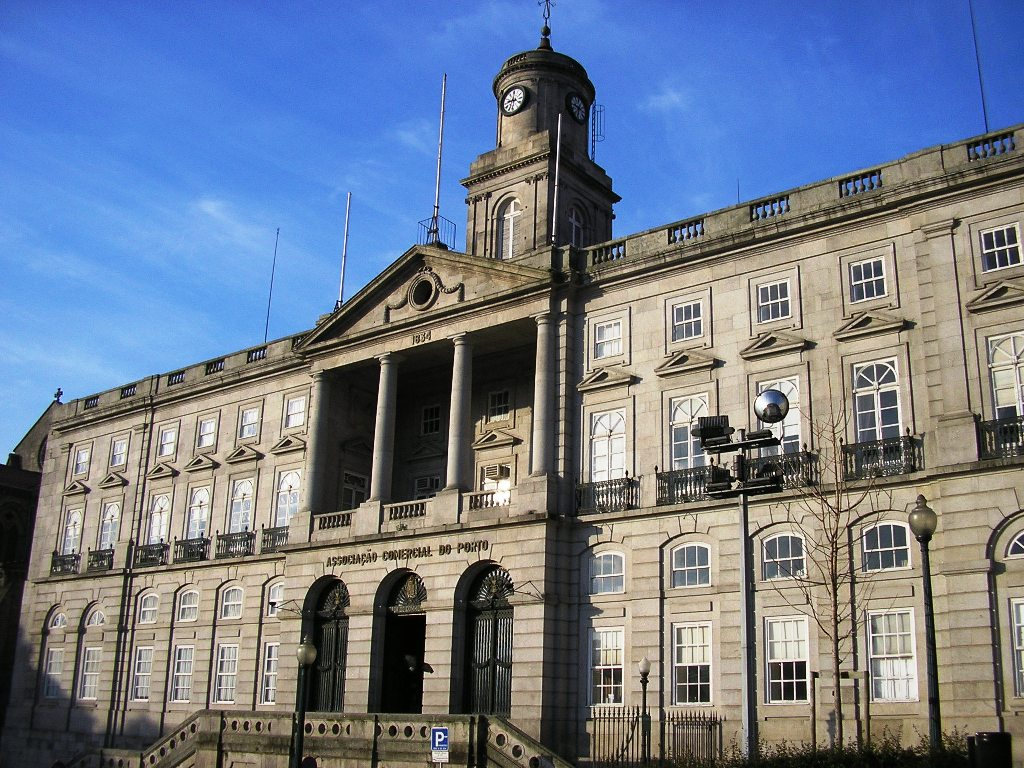
Fassade des Palácio da Bolsa.

Der Palácio da Bolsa (deutsch: Börsenpalast) ist ein ursprünglich als Börse und Handelsgericht genutztes Gebäude in der portugiesischen Stadt Porto. Das Gebäude wurde im 19. Jahrhundert von der Associação Comercial do Porto, der Handelskammer der Stadt Porto, im neoklassizistischen Stil erbaut. Es liegt in der zu den UNESCO-Welterbestätten gehörenden Altstadt von Porto. Heute wird der Palácio da Bolsa als Konferenzzentrum benutzt und kann besichtigt werden.
Die 1891 gegründete Wertpapierbörse Bolsa de Valores do Porto hatte hier ihren Sitz, bis zu ihrem Zusammenschluss mit der Bolsa de Valores de Lisboa 1999 (seit 2002 Euronext Lisboa).

## Geschichte
Der Palácio da Bolsa wurde auf dem Gelände eines ehemaligen Franziskanerklosters, das im Zuge des Miguelistenkrieges zerstört wurde, errichtet. Im Jahre 1841 stiftete Königin Maria II. die Klosterruine der Handelskammer der Stadt.
Die Bauarbeiten begannen im Jahr 1842 nach den Plänen des Architekten Joaquim Porto da Costa Lima Junior, der einen vom Palladianismus beeinflussten neoklassizistischen Palast entwarf, wobei er sich von den Strukturen der Stadt beeinflussen ließ. Während das Gebäude im Kern im Jahre 1850 fertiggestellt wurde, wurde die Dekoration des Innenraums erst im Jahre 1910 vollendet. Der Palácio da Bolsa wurde durch eine Abgabe, die die Handelskammer ihren Mitgliedern auferlegte, finanziert.
Der Maurische Saal (Salão Árabe) wurde durch Gonçalves de Sousa, der Anleihen von der Alhambra in Granada nahm, in den Jahren 1860 bis 1879 errichtet.